# Tart-le-Haut
Tart-le-Haut est une ancienne commune française située dans le département de la Côte-d'Or en région Bourgogne-Franche-Comté. Depuis le 1er janvier 2019, elle est une commune déléguée de Tart.

## Histoire
Le 1er janvier 2019, la commune fusionne avec Tart-l'Abbaye pour créer la commune nouvelle de Tart dont la création est actée par un arrêté préfectoral du 26 décembre 2018.

## Politique et administration

### Liste des maires
| Période                                  | Période | Identité             | Étiquette | Qualité |
| ---------------------------------------- | ------- | -------------------- | --------- | ------- |
| 1831                                     | 1834    | Pierre Louvrier      |           |         |
| 1834                                     | 1848    | Claude Prudent       |           |         |
| 1848                                     | 1852    | Pierre Martin        |           |         |
| 1852                                     | 1865    | Claude Prudent       |           |         |
| 1865                                     | 1871    | Claude Renaudot      |           |         |
| 1871                                     | 1874    | Émile Munier         |           |         |
| 1874                                     | 1876    | Claude Renaudot      |           |         |
| 1876                                     | 1877    | François Clemencet   |           |         |
| 1877                                     | 1878    | Antoine Faivre       |           |         |
| 1878                                     | 1884    | François Clemencet   |           |         |
| 1884                                     | 1888    | Émile Munier         |           |         |
| 1888                                     | 1888    | Lejour Gevrey        |           |         |
| 1888                                     | 1889    | Louis Moissenet      |           |         |
| 1889                                     | 1892    | Auguste Gautard      |           |         |
| 1892                                     | 1893    | Jacques Renon        |           |         |
| 1893                                     | 1919    | Pierre Marpeaux      |           |         |
| 1919                                     | 1920    | Eugène Gaudot Faivre |           |         |
| 1920                                     | 1923    | Grégoire Bourdon     |           |         |
| 1923                                     | 1934    | Pierre Camp          |           |         |
| 1934                                     | 1945    | Paul Donard          |           |         |
| 1945                                     | 1947    | Jérôme Prudent       |           |         |
| 1947                                     | 1959    | Georges Chadeuf      |           |         |
| 1959                                     | 1963    | André Dumoulin       |           |         |
| 1963                                     | 1971    | Paul Donard          |           |         |
| 1971                                     | 1977    | Paul Camp            |           |         |
| 1977                                     | 2014    | Jean-Louis Aubertin  |           |         |
| 2014                                     | 2018    | Daniel Bauchet       |           |         |
| Les données manquantes sont à compléter. |         |                      |           |         |

## Démographie
L'évolution du nombre d'habitants est connue à travers les recensements de la population effectués dans la commune depuis 1793. Pour les communes de moins de 10 000 habitants, une enquête de recensement portant sur toute la population est réalisée tous les cinq ans, les populations de référence des années intermédiaires étant quant à elles estimées par interpolation ou extrapolation. Pour la commune, le premier recensement exhaustif entrant dans le cadre du nouveau dispositif a été réalisé en 2006.

En 2016, la commune comptait 1 387 habitants, en évolution de −0,14 % par rapport à 2010 (Côte-d'Or : +0,82 %, France hors Mayotte : +2,11 %).
| 1793 | 1800 | 1806 | 1821 | 1836 | 1841 | 1846 | 1851 | 1856 |
| ---- | ---- | ---- | ---- | ---- | ---- | ---- | ---- | ---- |
| 350  | 379  | 300  | 430  | 436  | 466  | 471  | 491  | 447  |

| 1861 | 1866 | 1872 | 1876 | 1881 | 1886 | 1891 | 1896 | 1901 |
| ---- | ---- | ---- | ---- | ---- | ---- | ---- | ---- | ---- |
| 477  | 535  | 477  | 451  | 361  | 343  | 351  | 354  | 364  |

| 1906 | 1911 | 1921 | 1926 | 1931 | 1936 | 1946 | 1954 | 1962 |
| ---- | ---- | ---- | ---- | ---- | ---- | ---- | ---- | ---- |
| 329  | 295  | 242  | 222  | 213  | 206  | 204  | 216  | 201  |

| 1968 | 1975 | 1982 | 1990 | 1999 | 2006  | 2011  | 2016  | - |
| ---- | ---- | ---- | ---- | ---- | ----- | ----- | ----- | - |
| 215  | 205  | 405  | 702  | 811  | 1 375 | 1 377 | 1 387 | - |

## Lieux et monuments
- Église du Sacré-Cœur de Tart-le-Haut

## Héraldique
| Blason | Blasonnement : De gueules à la croix d'or chargée d'un arbre arraché de sinople. |